# Урубково
Урубково — деревня в Воскресенском районе Нижегородской области. Входит в состав Богородского сельсовета.

## География
Деревня находится в северо-восточной части Нижегородской области, в пределах Волжско-Нижневетлужской низины, в зоне хвойно-широколиственных лесов, на правом берегу реки Малиновки, при автодороге 22Н-1608, на расстоянии приблизительно 10 километров (по прямой) к югу от рабочего посёлка Воскресенское, административного центра района.

### Климат
Климат характеризуется как умеренно континентальный, со сравнительно тёплым летом и часто холодной многоснежной зимой. Среднегодовая температура — 3,5 °C. Средняя температура воздуха самого тёплого месяца (июля) — 18,2 °C (абсолютный максимум — 37 °C); самого холодного (января) — −13 — −12 °C (абсолютный минимум — −44 °C). Безморозный период длится около 110—120 дней в году. Среднегодовое количество атмосферных осадков составляет около 650 мм. Снежный покров устанавливается, как правило, в конце ноября и держится в среднем 150—160 дней.

## История
Деревня упоминается с XIX века.
До упразднения уездно-губернского деления входило в Макарьевский уезд Нижегородской губернии.
Последний владелец А. И. Дельвиг.

## Население
| 1999 | 2002 | 2010 |
| ---- | ---- | ---- |
| 14   | ↘11  | ↘2   |

### Историческая численность населения
Постоянное население составляло в 1859 году — 62 жителей, в 1925 году — 137 жителей, в 2002 году — 11 человек (русские 100 %), 2 в 2010 году.

## Инфраструктура
Личное подсобное хозяйство с зоной сельскохозяйственного использования, индивидуальная застройка усадебного типа.
В 1859 году в ней было отмечено 14 дворов, в 1911 году 23 двора.

## Транспорт
Автобусное сообщение с райцентром. Остановка общественного транспорта «Урубково».